# Antonín Závodný
Antonín Závodný (* 2. März 1922 in Nesovice; † 8. September 1990 in Brno) war ein tschechischer Komponist.
Er absolvierte ein Pädagogik-Studium. Er war Lehrer in allgemeinbildenden Schulen in Tschechien. Auch wenn er seine Fähigkeiten durch Studien an diversen Musik-Akademien vervollständigt, so kann man ihn als Komponisten bezeichnen, der sich vornehmlich autodidaktisch gebildet hat. Er widmet sich dem Amateurmusikwesen mit leichten Volksmusikkompositionen. Viele seiner Werke sind inzwischen auf Vinyl-Schallplatten oder auf CD verewigt. 

## Werke für Blasorchester
- Bei Trompetenklang Polka
- Das verrückte Herz Polka
- Dein graues Haar Polka
- Die Spinne Polka
- Favorit Galopp
- Glücksfall Walzer
- Kleines Bildchen Walzer
- Nemuzu k vam Polka
- Ostravacka Polka
- Pevnym krokem Marsch
- Pristavni romnce Walzer
- Reizendes Mädchen Polka
- Rosige Laune Polka
- Schreib Polka
- Velodrom Galopp
- Wirst du einmal traurig Walzer
- Zitra pujdes za jinou Polka